# Francis Drake (2e baronnet)
Sir Francis Drake, 2e baronnet (25 septembre 1617 - 6 janvier 1662) de l'Abbaye de Buckland, Devon est un homme politique anglais qui siège à la Chambre des communes à divers moments entre 1646 et 1662. Il est un colonel de cavalerie, combattant dans l'armée parlementaire pendant la guerre civile anglaise.

## Biographie

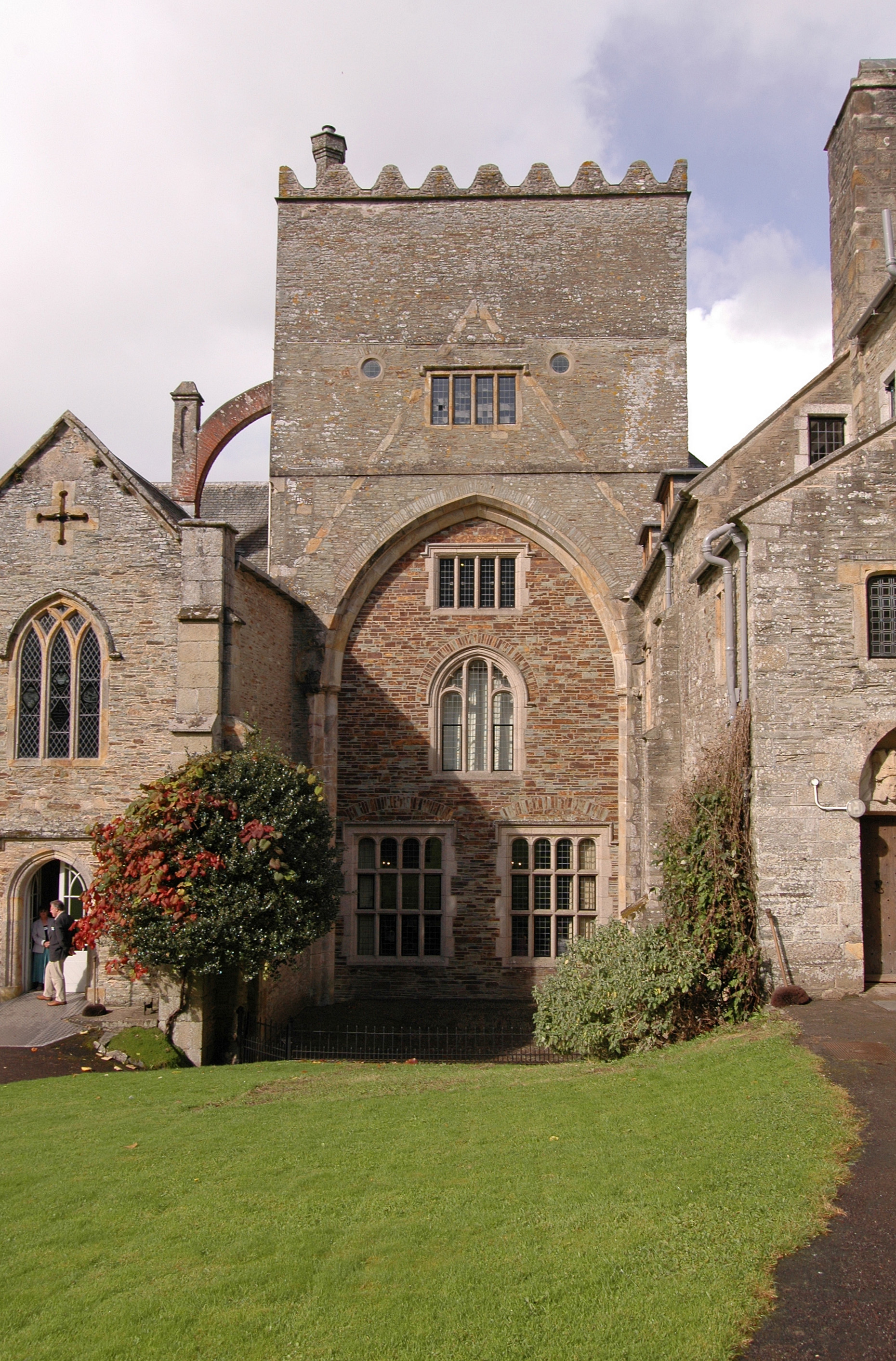
Tour de l'abbaye de Buckland

Il est le fils de Francis Drake (1er baronnet) de l'Abbaye de Buckland et de sa deuxième épouse, Joan Stroud, fille de sir William Stroud de Newnham. Il est le petit neveu du vice-amiral, Francis Drake . Il succède à son père comme baronnet le 11 mars 1637. Il est nommé shérif de Devon pour 1645 .
En 1646, il est élu membre du Parlement de Bere Alston lors du Long Parlement mais après la Purge de Pride en 1648, il ne participe pas, avec d'autres députés de Devon, aux travaux du Parlement croupion .
En 1660, il est élu député de Newport, Cornouailles, au Parlement de la Convention. Il est réélu en 1661 au Parlement cavalier mais meurt en janvier suivant à l'âge de 44 ans .
Il épouse Dorothy Pym, fille de John Pym de Brymore, Somerset à St Margaret's, Westminster le 18 janvier 1640  Ils n'ont pas d'enfants et le titre baronnet passe à son neveu Francis Drake (3e baronnet) (1642-1718) .